# الهيجة (القبيطة)

تعديل مصدري - تعديل

الهيجـة هي إحدى قرى عزلة كرش بمديرية القبيطة التابعة لمحافظة لحج، بلغ تعداد سكانها 34 نسمة حسب تعداد اليمن لعام 2004.